# 4645 Tentaikojo
4645 Tentaikojo este un asteroid din centura principală, descoperit pe 16 septembrie 1990 de Tetsuya Fujii și Kazuo Watanabe.